# Vem bryr sig? En bok om Sverige
Vem bryr sig? En bok om Sverige är en debatt- och reportagebok utgiven i mars 2010 av paret Anna Sjödin och Thomas Hartman. Boken är utgiven på Hjalmarson & Högberg Bokförlag.
Bokens 14 kapitel diskuterar makt och maktlöshet och den klyfta författarna menar finns mellan politiker och befolkningen. Boken handlar om mobbing i skolan, att utförsäkras hos försäkringskassan, ensamhet, att växa upp i en familj med alkoholproblem, hur småföretagare kan hanteras av skatteverket, våld mot kvinnor, integritetsfrågor, hemlöshet, rättssäkerhet, äldreomsorg, psykiatrivård, migrationsverket och att leva i fattigdom. Ett kapitel är skrivet enbart av Thomas Hartman och är en analys av den omfattande mediabevakning hans sambo Sjödin blev utsatt för efter den så kallade Crazy Horse-skandalen. ISBN 9789172241176